# Bruchophagus houstoniai
Bruchophagus houstoniai är en stekelart som beskrevs av T.C. Narendran 1994. Bruchophagus houstoniai ingår i släktet Bruchophagus och familjen kragglanssteklar. Inga underarter finns listade.